# Jos De Seranno
Jozef (Jos) De Seranno (Lochristi, 5 juli 1928 - Kasterlee, 18 oktober 2010) was een Belgische politicus voor de CVP.

## Levensloop
De Serrano promoveerde in 1952 tot landbouwingenieur aan de Rijksuniversiteit Gent. Hij trad in dienst bij de Belgische Boerenbond. Hoewel hij afkomstig was uit de provincie Oost-Vlaanderen woonde hij de langste tijd van zijn leven in de Antwerpse Kempen.
In 1949 was hij een van de bedenkers van de grootste studentengrap aller tijden, de Slag om het Gravensteen te Gent.
In 1968 werd hij verkozen tot lid van de Kamer van volksvertegenwoordigers voor het kiesarrondissement Turnhout en vervulde dit mandaat tot in 1971. Nadien zetelde hij in de Senaat, van 1971 tot 1974 als provinciaal senator voor Antwerpen en vervolgens van 1974 tot 1995 rechtstreeks verkozen senator voor het kiesarrondissement Mechelen-Turnhout. In de Senaat was hij eveneens quaestor. Hij was er lid van de commissie openbare werken en was de pleitbezorger van het sociale grond- en woningbeleid.
In de periode december 1971-oktober 1980 zetelde hij als gevolg van het toen bestaande dubbelmandaat ook in de Cultuurraad voor de Nederlandse Cultuurgemeenschap, die op 7 december 1971 werd geïnstalleerd. Vanaf 21 oktober 1980 tot mei 1995 was hij lid van de Vlaamse Raad, de opvolger van de Cultuurraad en de voorloper van het huidige Vlaams Parlement. Hierbij lag hij aan de basis van drie decreten, onder meer over de oprichting van een Grondfonds. Via de Kleine Landeigendom was hij betrokken bij sociale woonprojecten in de Kempen.
Hij was ook directeur van de Nationale Landmaatschappij.
Hij was tevens een omstreden figuur bij natuurbehoudsverenigingen. Zo lag hij, samen met de Boerenbond, aan de basis van het verdwijnen van één van de grootste laagveenmoerassen van Vlaanderen namelijk het Geels Gebroekt in de gelijknamige gemeente, waarvan het natuurreservaat De Zegge een klein restantje van is. [4]
De uitvaartplechtigheid vond plaats in de Sint-Willibrorduskerk te Kasterlee.